# Playa Media Luna

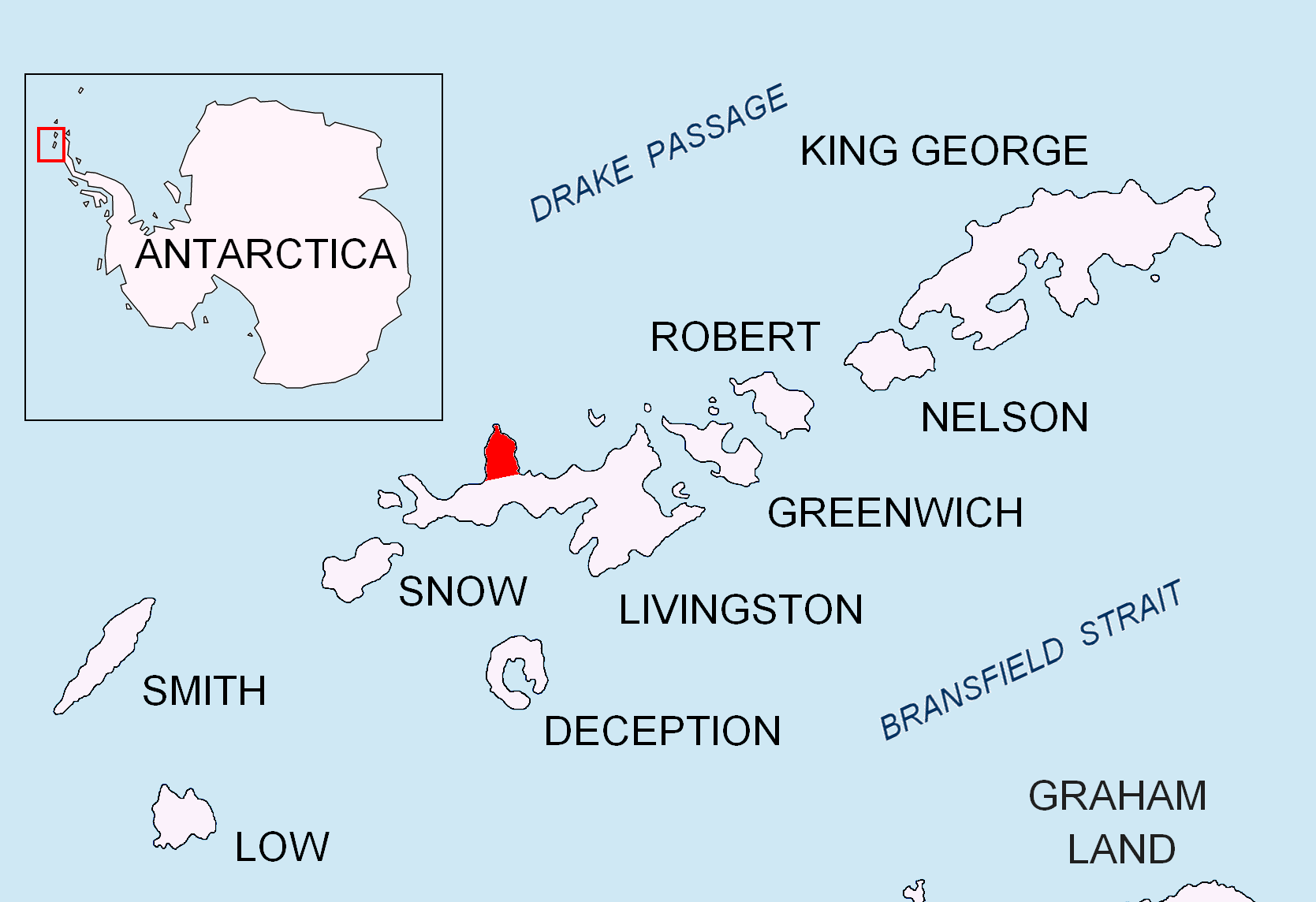
Ubicación de la península de Juan Pablo II en la isla Livingston en las islas Shetland del Sur.

La playa Media Luna (en inglés Half Moon Beach) es una pequeña playa en forma de media luna situada a 1 milla náutica, unos 2 km, al sureste de la peña llamada Castillo de Scarborough en la costa norte de la isla Livingston, en las islas Shetland del Sur de la Antártida. La playa se encuentra en el extremo occidental de la bahía de Porlier, al norte de la península Juan Pablo II.

## Historia
El nombre descriptivo fue registrado por Robert Fildes, que tenía cazadores de focas trabajando allí entre los años 1820-1821 y 1821-1822. Restos del naufragio del barco español San Telmo, que se cree que se hundió en la isla en 1819, fueron encontrados posteriormente en la playa.

## Sitio histórico
Un mojón en la playa, junto con una placa conmemorativa en el cerro Gaviota frente a la isla San Telmo, conmemora a los oficiales, soldados y marineros a bordo del San Telmo, que posiblemente fueron los primeros en vivir y morir en la Antártida. Ha sido designado Sitio y Monumento Histórico de la Antártida Mojón San Telmo (HSM 59), a propuesta de Chile, España y Perú en la Reunión Consultiva del Tratado Antártico.

## Mapas

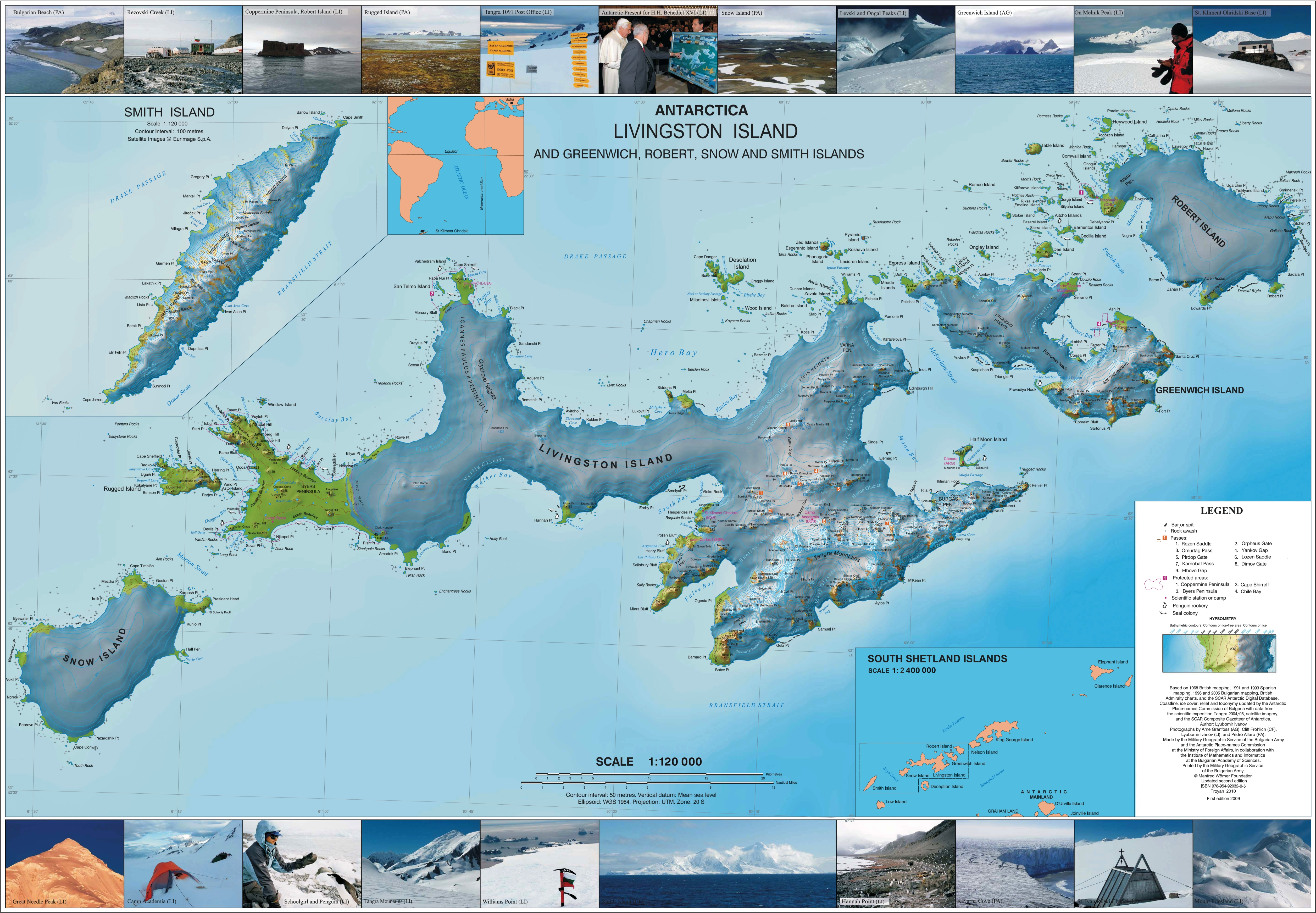
Mapa topográfico de las islas Livingston, Greenwich, Robert, Snow y Smith.

- L.L. Ivanov y otros, Antártida: Isla Livingston e Isla Greenwich, Islas Shetland del Sur. Escala 1:100000 mapa topográfico. Sofía: Antarctic Place-names Commission of Bulgaria, 2005.
- L.L. Ivanov. Antártida: Livingston Island y Greenwich, Robert, Snow y Smith Islands. Escala 1:120000 mapa topográfico. Troyan: Fundación Manfred Wörner, 2010. ISBN 978-954-92032-9-5 (Primera edición 2009. ISBN 978-954-92032-6-4)